# Quatipuru
Quatipuru is een gemeente in de Braziliaanse deelstaat Pará. De gemeente telt 13.459 inwoners (schatting 2009).